# Dantejeva hiša
Dantejeva hiša je roman pisateljice in prevajalke Mateje Gomboc, ki je izšel leta 2014 pri založbi Mladika. 

## Vsebina
Roman sledi Moniki, študentki slikarstva, ki se za nekaj časa odpravi v zakotno štajersko vas, kjer naj bi se pri mladem kiparju izučila prvih korakov v kiparski umetnosti. Odhod ji otežujeta brat, ki je odvisen od nje, ter breme krivde, saj se čuti odgovorna za nesrečo, ki se je pred leti zgodila staršem in bratu. Stik s kiparjem je sprva naporen, občuti se konfliktna napetost, vmes pa stopi tudi molk, ki jo bega in jezi. V pomoč ji je prijeten študent Ivan, ki ga je spoznala na vlaku.
Skozi roman se razkrivajo bremena, ki jih vsi trije nosijo s sabo. Naporna medsebojna komunikacija pa preraste v konflikten pogled o umetnosti, ki se spreobrne v razgaljanje njihovih usod.
Dantejeva hiša tematizira umetnost in estetiko, poseduje veliko esejističnih vložkov. Ima značilnosti romana rasti, saj glavna protagonistka skozi dogajanje in odnose dozori, obenem pa ima s svojimi študijami človeških značajev in skrivnostnostjo primesi psihološkega in kriminalnega romana. 